# Petraliella umbonata
Petraliella umbonata är en mossdjursart som beskrevs av Okada och Shunsuke F. Mawatari 1937. Petraliella umbonata ingår i släktet Petraliella och familjen Petraliellidae. Inga underarter finns listade i Catalogue of Life.